# Thomas Becket

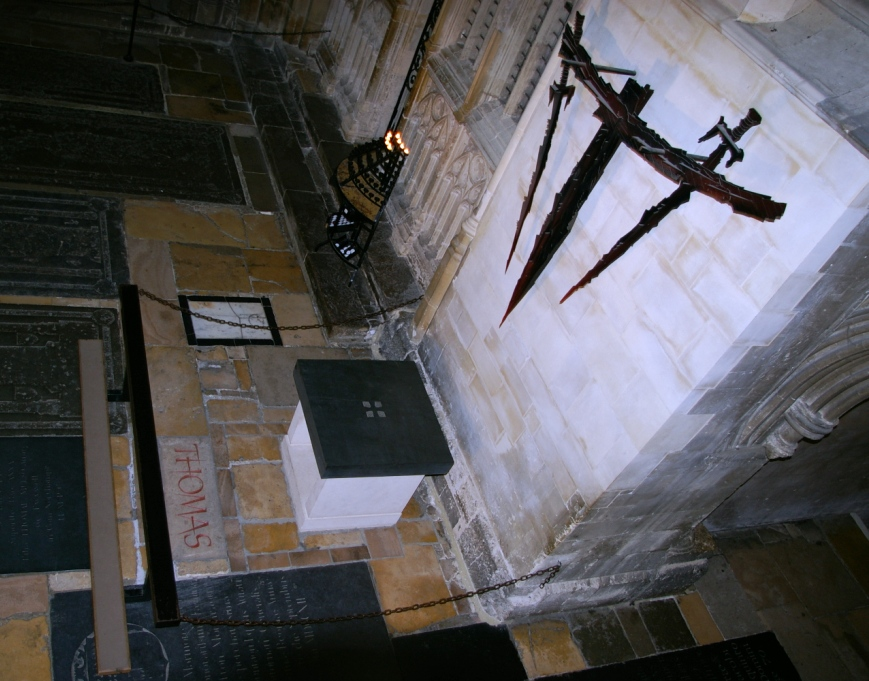
Den plats i Canterburykatedralen där Thomas Becket mördades 1170.

Thomas Becket, eller Thomas à Becket, född 21 december 1118 i Cheapside, London, död 29 december 1170 i katedralen i Canterbury, Kent, var en engelsk kyrkoman och ärkebiskop av Canterbury från 1162 till 1170. Han vördas som helgon inom Romersk-katolska kyrkan med minnesdag 29 december.
Floda kyrka i Sörmland är tillägnad Thomas Becket.[källa behövs]

## Biografi
Beckets relation till kungen av England, Henrik II var konfliktfylld, och maktkampen dem emellan föranledde slutligen Beckets död. Utnämningen av Thomas Becket till ärkebiskop 1162 syftade till att befästa kungamaktens överhöghet gentemot kyrkan, men istället drev Becket en outtröttlig kamp för kyrkans suveränitet. Enligt hans idéer om kyrkans sjävständighet skulle Kyrkan inte underordnas någon annan makt. Tvärtemot skulle kyrkan, enligt Becket, råda sig själv, genom exempelvis kyrkliga domstolars rätt att döma över prästerna och kyrkans självständiga förvaltning av dess gods och jordegendomar. Detta var oacceptabelt för kungamakten och Henrik II fick genom beslut vid konciliet i Claredon domsrätten över prästerskapet. Thomas Becket levde ett tag landsflyktig i Frankrike varifrån han återvände till Canterbury i december år 1170. Efter kort tid bannlyste ärkebiskopen engelska, kungatrogna biskopar, något kungamakten uppfattade som en gränslös provokation. Fyra kungliga riddare, Henrik II:s edsvurna män Reginald Fitzurse, William de Tracy, Hugh de Morville och Richard le Breton åtog sig att oskadliggöra Becket. Dessa högg ihjäl ärkebiskopen i Canterburykatedralen invid kyrkans högaltare.
Den kung, Henrik II, som annars skulle ha blivit känd för sina välgärningar, införandet av en enhetlig lagstiftning och omstruktureringar av landet efter den katastrofale kung Stefan, blev sedermera mest känd för sin inblandning i just detta mord.
Nyheten om mordet på ärkebiskopen spreds snabbt över Europa och Thomas helgonförklarades 1173 av påven Alexander II.  I Lyngsjö kyrka i Skåne finns en dopfunt med en avbildning av mordet, vilken tillverkades några år efter mordet. Canterburykatedralen blev ett viktigt mål för pilgrimsfärder, där Thomas kvarlevor förvarades som reliker. Efter det att Henrik VIII brutit med påven och gjort sig själv till överhuvud för engelska kyrkan, såg han till att Thomas kista togs bort och att kvarlevorna brändes.

## Kulturella referenser
- Mordet på Thomas skildras i filmen Becket från 1964 efter en pjäs med samma namn av Jean Anouilh (1959). Filmen regisserades av Peter Glenville och har Richard Burton i rollen som Becket och Peter O'Toole som kung Henrik.
- Även T.S. Eliot har skrivit ett berömt drama på samma tema, Murder in the Cathedral (1935), också den filmatiserad (1952).
- I Ken Folletts historiska roman Svärdet och spiran, som mestadels handlar om byggandet av en katedral i gotisk stil, skildrar även kampen mellan kyrkan, herrskapet, och monarkin, som kulminerar i mordet på Becket av Henriks män.

### Webbkällor
- ”St. Thomas Becket”. Catholic Encyclopedia. New Advent. http://www.newadvent.org/cathen/14676a.htm. Läst 31 december 2018.
- ”San Tommaso Becket, vescovo e martire”. Santi e Beati. http://www.santiebeati.it/Detailed/30550.html. Läst 31 december 2018.